# 香川哲三
香川 哲三（かがわ てつぞう、1948年（昭和23年） - ）は、愛媛県出身の歌人。広島県在住。父の香川末光、叔父の香川美人も歌人。
1968年（昭和43年）、歩道短歌会に入会し 、佐藤佐太郎に師事。『島韻』『赤雲』『淡き光』『残冬アイスランド』『連鎖』『冬立つ頃』の六冊の歌集がある 。日常詠を中心としつつ、都市詠、国内外への旅行詠、社会詠のほか勤務、農業、農村風景を素材にした作品など多様である。佐藤佐太郎の純粋短歌論に基づく現実直視の詠風を特徴とし、瑞々しい詩情がある。佐藤佐太郎短歌の研究を長年にわたって続けている ほか、短歌とは何かといった、原論的な歌論を基礎に置いた執筆を続けている 。

## 経歴
- 1948年（昭和23年）　愛媛県今治市（大三島）に生まれる。
- 1968年（昭和43年）　「歩道短歌会」に入会し佐藤佐太郎に師事。
- 1973年（昭和48年）　東京農業大学大学院修士課程修了[1]
- 2002年（平成14年）　第一歌集『島韻』（短歌新聞社）発行。
- 2008年（平成20年）　第二歌集『赤雲』（角川書店）発行。
- 2015年（平成27年）　第三歌集『淡き光』（現代短歌社）発行。
- 2016年（平成28年） 『佐藤佐太郎全歌集各句索引』（現代短歌社）編。
- 2017年（平成29年） 『佐藤佐太郎　純粋短歌の世界』（現代短歌社）発行、第4回佐藤佐太郎短歌賞を受賞。
- 2019年（令和元年） 『現代写生短歌考 作歌とクオリア』（アマゾン〔電子書籍〕）発行。
- 2020年（令和2年） 　第四歌集『残冬アイスランド』（アマゾン〔電子書籍〕）発行。
- 2021年（令和3年） 　第五歌集『連鎖』（アマゾン〔電子書籍〕）発行。
- 2022年（令和4年） 　第六歌集『冬立つ頃』（アマゾン〔電子書籍〕）発行。

### 歌集
- 第一歌集『島韻』　　　　　　　2002年（平成14年）　短歌新聞社
- 第二歌集『赤雲』　　　　　　　2008年（平成20年）　角川書店
- 第三歌集『淡き光』　　　　　　2015年（平成27年）　現代短歌社
- 第四歌集『残冬アイスランド』　2020年（令和2年） 　アマゾン〔電子書籍〕
- 第五歌集『連鎖』　　　　　　　2021年（令和3年） 　アマゾン〔電子書籍〕
- 第六歌集『冬立つ頃』　　　　　2022年（令和4年） 　アマゾン〔電子書籍〕

### 歌書
- 『佐藤佐太郎　純粋短歌の世界』　　 2017年（平成29年）　現代短歌社
- 『現代写生短歌考 作歌とクオリア』　2019年（令和元年）　アマゾン〔電子書籍〕

### 編集
- 『佐藤佐太郎全歌集各句索引』　2016年（平成28年）　現代短歌社